# Hadrodactylus femoralis
Hadrodactylus femoralis  (лат.) — вид мелких наездников—ихневмонид (Ichneumonidae) рода Hadrodactylus из подсемейства Ctenopelmatinae. Палеарктика: Западная Европа, Россия (в том числе, Мурманская область, Ленинградская область, Тюменская область, Якутия, Сахалин и Кунашир и др.), Белоруссия, Литва, Украина (Закарпатская область). Птеростигма коричневая. Тазики чёрные. 1-й тергит брюшка у самок удлинённый (длина в 3—5 раз больше своей ширины), грубо пунктированным клипеусом, наличием зеркальца в переднем крыле. Паразитируют на пилильщиках вида Dolerus madidus трибы Dolerini из семейства Tenthredinidae.
Вид был впервые описан в 1859 году шведским энтомологом А. Э. Холмгреном (August Emil Holmgren; 1829—1888), а его валидный статус подтверждён в 2011 году российским гименоптерологом Дмитрием Рафаэлевичем Каспаряном.